# Оман Христове око
Оман Христове око, оман очний (Inula oculus-christi) — вид рослин з родини айстрових (Asteraceae), поширений у Європі й західній Азії.

## Опис
Багаторічна рослина 25–50 см заввишки. Вся рослина густо шовковисто-біло-шерстиста або біло-повстяна. Верхні стеблові листки з серцеподібною основою, без вушок при підставі. Зовнішні листочки обгортки значно коротше внутрішніх. Крайові язичкові квітки вкриті білими волосками і дрібними золотистими залозками.

## Поширення
Поширений у Європі й західній Азії.
В Україні вид зростає серед чагарників і на схилах, у степах і лісах — у Лісостепу і Степу, б. м. зазвичай, а також майже по всьому Криму.